# Steve Simon
Pour les articles homonymes, voir Simon (patronyme).
Steve Simon, né 1955 en Californie, est un dirigeant de tennis américain.
Il est depuis 2015 directeur général de l'Association des joueuses de tennis.

## Biographie
Steve Simon a joué au tennis universitaire pour l'Université d'État de Californie à Long Beach. Sur le circuit professionnel, il s'est qualifié pour l'épreuve de double mixte au tournoi de Wimbledon 1981 aux côtés de Lea Antonoplis, où ils ont perdu au premier tour. En double messieurs, il échoue en qualification avec Jan-Eric Palm.
Il est entré en 1989 comme simple commercial du tournoi de tennis d'Indian Wells avant d'en devenir le directeur en 2004, il contribue à faire du tournoi l'un des plus prestigieux du circuit et s'implique pour éviter sa délocalisation un temps envisagée en raison de difficultés économiques.
Membre de longue date du conseil d'administration de la WTA, il en devient le directeur général en 2015 après la démission surprise de la Canadienne Stacey Allaster. Pendant son mandat, il participe au développement du circuit vers l'Asie et notamment la Chine, principal financeur de l'Association, qui est choisie pour organiser le Masters de tennis féminin en 2018. Il fait particulièrement parler de lui fin 2021 lorsqu'il décide de retirer du calendrier féminin l'ensemble des tournois disputés en Chine à la suite de l'affaire Peng Shuai, une décision courageuse qui lui vaut une certaine reconnaissance dans le milieu sportif,.